# Wettbewerb (Film)
Wettbewerb, tschechischer Originaltitel: Konkurs, ist ein früher, 47 Minuten dauernder, Film des tschechoslowakischen Regisseurs Miloš Forman aus dem Jahr 1963.

## Entstehung und Handlung
Forman war mit Jiří Suchý und Jiří Šlitr befreundet, den Gründern der Prager Kleinkunstbühne Semafor, die Popmusik und Kabarett auf die Bühne brachten. Oft filmte er ihren Alltag. Dabei erlebte er ein öffentliches Vorsprechen, bei dem eine Sängerin gesucht wurde. Forman stellte bei den auftretenden Frauen eine Verwandlung fest, sobald sie vor dem Mikrofon standen und ihre Sehnsüchte entblößten. Dieses „grausame Phänomen“ wollte er in einem Dokumentarfilm schonungslos festhalten. Er erhielt vom Barrandov-Studio eine kleine Equipe, eine einfache Ausrüstung und ein kleines Budget zur Verfügung gestellt. Die Profis vom Studio waren vom Projekt so begeistert, dass sie unbezahlte Überstunden einlegten. Besonders gefordert war Schnittmeister Miroslav Hájek, weil die Kamera und das Tonbandgerät nicht synchron liefen und man beim Dreh keine Klappe verwendet hatte.
Um Kandidatinnen anzulocken, führten sie im Semafor-Theater einen Wettbewerb durch, bei dem das Theater angeblich eine Vokalistin suchte. Ins dokumentarische Material flocht Forman etwas Handlung ein. Diese hebt aus der Vielzahl der auftretenden, mehr oder minder begabten Kandidatinnen zwei junge Frauen heraus. Die eine ist Fußpflegerin und schwindelt ihrem Vorgesetzten eine Gerichtstermin vor, um am Wettbewerb teilzunehmen. Sie verbindet damit die Hoffnung, ihren bisherigen Beruf aufgeben zu können. Die andere tritt zunächst mit einer Rockgruppe in einem Studentenlokal auf, doch als sie solo vor dem Wettbewerbskomitee steht, bringt sie keinen Ton heraus.
Die Darstellerin der Rocksängerin, die 18-jährige Věra Křesadlová, war tatsächlich eine. Forman war 1961 am ersten damals zugelassenen Rockkonzert auf die in seinen Worten „große, schmollmundige, dunkelhaarige Schönheit“ aufmerksam geworden. Er bot ihr die Rolle an, die sie unter der Bedingung annahm, dass die ganze Gruppe auftreten darf. In seinem Film gewährt er ihr viele Großaufnahmen. Sie wurde seine Freundin und zog bei ihm ein; später heirateten sie.
Die Produzenten hielten das Resultat für unvergleichlich, wussten aber nicht, wie sie damit verfahren sollten, weil es für einen Kurzfilm zu lang und für einen Spielfilm zu kurz war. Um eine Zerstörung durch Kürzungen zu vermeiden, schlug Forman vor, einen zweiten, ergänzenden Kurzfilm zu drehen. So kam Wettbewerb im Doppelpack mit Wenn’s keine Musikanten gäbe zur Aufführung. Forman nannte die beiden Werke „Halbdokumentarstücke“.
Wettbewerb trägt die Merkmale der danach entstandenen tschechoslowakischen Langspielfilme Formans: eine neugierige Figurenzeichnung, die gleichermaßen mit Zärtlichkeit wie Grausamkeit ihre Schwächen aufdeckt; junge Menschen, die mit den Erwachsenen nicht zurechtkommen; und eine Vorliebe für modische Musik. Für Poizot (1987) handelte es sich um eine Art „armer Kunst“, die das Publikum zu bewegen versucht, indem sie das gewöhnliche Leben verklärt und auf das Triviale setzt, um daraus etwas Eindrückliches zu gewinnen. Goulding (1994) urteilte, dass die beiden Filme ihre Kraft aus ihrem Cinéma-vérité-Ansatz beziehen, wobei einfache Erzählelemente eine Fortentwicklung sicherstellen. Die Vorzüge lägen in einer gewitzten, ironischen und sympathischen Beobachtung der Figuren und der authentischen Atmosphäre der Proben.